# Spriana
Spriana là một đô thị ở tỉnh Sondrio trong vùng Lombardia của Italia, có vị trí khoảng 100 km về phía đông bắc của Milano và khoảng 6 km về phía bắc của Sondrio. Tại thời điểm ngày 31 tháng 12 năm 2004, đô thị này có dân số 101 người và diện tích là 8,2 km².
Spriana giáp các đô thị: Montagna in Valtellina, Sondrio, Torre di Santa Maria.